# ソニック (列車)

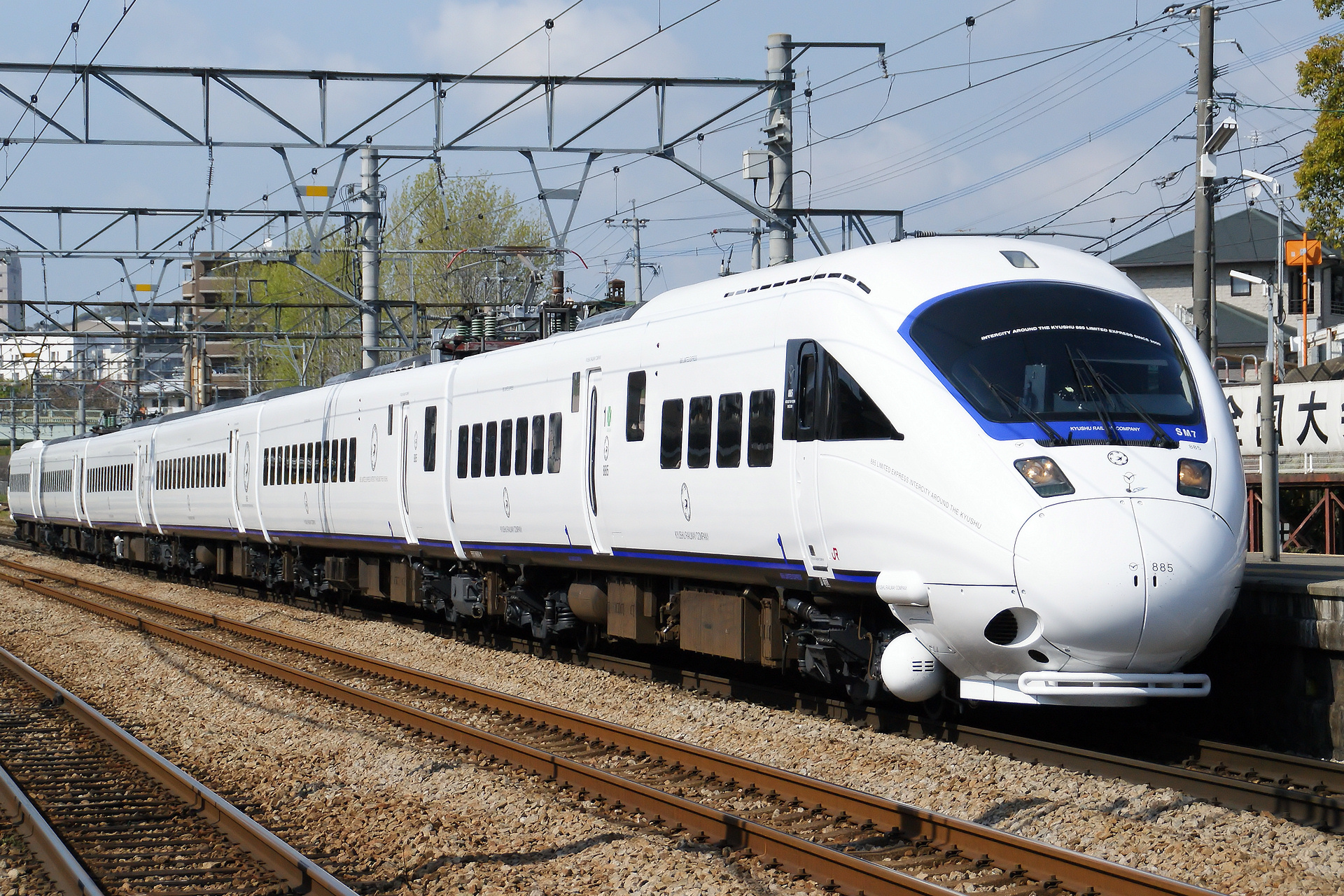
885系「ソニック」
（白いソニック）

ソニック (Sonic) は、九州旅客鉄道（JR九州）が博多駅 - 中津駅・大分駅・佐伯駅間を、鹿児島本線・日豊本線経由で運行する特急列車である。

## 概要
特急「ソニック」は1995年4月20日のダイヤ改正時に、特急「にちりん」の博多駅 - 大分駅間運行の列車のうち、同年3月より「にちりん」で営業運転を開始していた新型車両の883系電車（青いソニック）を充当する列車に「ソニックにちりん」の列車名が与えられたのを発祥とする。その後883系の増備が進み、1997年3月22日のダイヤ改正で当時博多駅 - 大分駅間に運行されていた16往復の「ソニックにちりん」「にちりん」のうち15往復が883系での運行になったのを受けて、485系電車充当の1往復も含めた博多駅 - 大分駅間の特急の愛称は「ソニック」となり「にちりん」から独立した。
なお列車の愛称については、初めに当時の鉄道本部長から大分県の県鳥である「めじろ」を提案されたが、高速列車のイメージに合わないなどの理由で社内から反対意見が挙がり、代案として「ソニック」が提案された。
「にちりん」が2000年3月11日の改正で大幅に本数を減らし、2001年3月3日には博多駅発着から小倉駅発着に変更されたのを受け「ソニック」は早朝・深夜を除きほぼ終日1時間あたり2本運行されるようになった。この増発分に関しては主に885系電車（白いソニック）の投入で対応している。その後「にちりん」は2003年3月15日の改正で別府駅または大分駅以南の運行に短縮されていき、2008年3月15日のダイヤ改正で定期列車の小倉駅乗り入れも消滅（その後2011年3月12日改正で復活）。このようにして、福岡県と大分県を結ぶ役割は「ソニック」に移行していった。このほか、特急「きらめき」とともに通勤利用などで北九州市 - 福岡市間の都市間輸送にも用いられており、JR西日本の山陽新幹線（博多駅 - 小倉駅）や西鉄バスなどの高速バスと競合関係にある。

### 列車名の由来
883系電車の愛称 sonic（英語で「音速の」を意味する）が列車名の由来である。

## 運行概況
2024年3月16日現在、定期列車は博多駅 - 大分駅間に29往復、博多駅 - 佐伯駅間に1往復、博多駅 - 中津駅間に1往復、中津駅 - 大分駅間に1往復が運転されている。日中は博多駅 - 大分駅間で1時間あたり上下各2本が運転され（うち1往復は停車駅の少ない速達タイプ）、この区間を速達タイプは約2時間、停車タイプは約2時間15分で結んでいる。
列車号数は、中津駅 - 大分駅間の列車には101・102号、博多駅 - 中津駅間の列車には201・202号、それ以外の博多駅 - 大分駅・佐伯駅間の列車には博多駅の発着順に1 - 60号が振られている。
このほか多客期には小倉駅 - 大分駅間の列車が増発されるが、883系電車および885系電車を使用する列車は「ソニック」、それ以外の車両を使用する列車は「にちりん」として運行している（停車駅等については「にちりん」の項を参照）。なお「にちりん」として運行する場合、大分駅で「ソニック」に接続している「にちりん」の延長運転扱いとする場合がある。
全列車が小倉駅でスイッチバックを行う。そのため小倉駅到着直前には座席を逆方向に転換するよう促す車内放送が流れる。
2011年3月11日までは小倉駅発大分駅行きの下り1本が設定されていたが、翌12日の改正で「にちりん」に編入されて消滅した。列車番号については号数＋3000Mが与えられている（3001M - 3060M）が、101号・102号は3091M・3092M、201号・202号は3081M・3082Mとしている。

### 停車駅
2025年5月3日現在。公式サイトに基づく。
号数は奇数が下り列車、偶数が上り列車。
- ●：全列車停車
- ○：一部列車のみ停車
- △：上りの一部列車のみ停車
- ▽：下りの一部列車のみ停車
- －：全列車通過

| 号数（臨時列車を除く） | 下り本数 | 上り本数 | 駅名 | 駅名 | 駅名 | 駅名 | 駅名 | 駅名 | 駅名 | 駅名 | 駅名 | 駅名 | 駅名 | 駅名   | 駅名 | 駅名 | 駅名 | 駅名 | 駅名   | 駅名 | 駅名 | 駅名 | 駅名 | 駅名 | 駅名 | 駅名 | 駅名 | 駅名 | 駅名   | 駅名 | 備考 |
| 号数（臨時列車を除く） | 下り本数 | 上り本数 | 博多 | 吉塚 | 香椎 | 福間 | 東郷 | 赤間 | 折尾 | 黒崎 | 八幡 | 戸畑 | 小倉 | 下曽根 | 朽網 | 行橋 | 宇島 | 中津 | 柳ケ浦 | 宇佐 | 杵築 | 亀川 | 別府 | 大分 | 鶴崎 | 大在 | 幸崎 | 臼杵 | 津久見 | 佐伯 | 備考 |
| ---------------------- | -------- | -------- | ---- | ---- | ---- | ---- | ---- | ---- | ---- | ---- | ---- | ---- | ---- | ------ | ---- | ---- | ---- | ---- | ------ | ---- | ---- | ---- | ---- | ---- | ---- | ---- | ---- | ---- | ------ | ---- | --- |
| 1-60号                 | 2        | 4        | ●    | △    | ▽    | ○    | －   | ○    | ●    | ●    | －   | △    | ●    | △      | ○    | ●    | ●    | ●    | ●      | ●    | ●    | △    | ●    | ●    |      |      |      |      |        |      | 吉塚・戸畑は2・4・8号が停車 香椎は1・5・8号が停車 福間は5・8号が通過 赤間は5号が通過 下曽根は2・4号が停車 朽網は1・6・8号が停車 亀川は8号が停車                       |
| 1-60号                 | 13       | 5        | ●    | －   | ○    | ○    | －   | ●    | ●    | ●    | －   | ○    | ●    | －     | △    | ●    | ○    | ●    | ●      | ●    | ●    | ▽    | ●    | ●    |      |      |      |      |        |      | 香椎は53・57号が通過 福間は7・11・15・19・23・27・35・39号が通過 戸畑は3・53・57号が通過 朽網は16・28号が停車 宇島は53・57号が通過 亀川は3・7・15・19・27・35号が停車 |
| 1-60号                 | 10       | 12       | ●    | －   | △    | ○    | －   | ○    | ●    | ●    | －   | －   | ●    | －     | ○    | ●    | △    | ●    | ○      | △    | ○    | －   | ●    | ●    |      |      |      |      |        |      | 香椎は46・54号が停車 福間・赤間は45・46・49号が停車 朽網は37・42号が停車 宇島・宇佐は10号が停車 柳ケ浦は10・37号が停車 杵築は10・45・49号が停車                       |
| 1-60号                 | 1        | 1        | ●    | －   | △    | －   | －   | △    | ●    | ●    | －   | △    | ●    | －     | －   | ●    | △    | ●    | △      | △    | △    | －   | ●    | ●    | ●    | ●    | △    | ●    | ●      | ●    | |
| 1-60号                 | 2        | 7        | ●    | －   | ●    | △    | －   | ●    | ●    | ●    | －   | ●    | ●    | －     | ▽    | ●    | ●    | ●    | ●      | ●    | ●    | △    | ●    | ●    |      |      |      |      |        |      | 福間・亀川は48号が停車 朽網は31・43号が停車 |
| 101・102号             | 1        | 1        |      |      |      |      |      |      |      |      |      |      |      |        |      |      |      | ●    | ●      | ●    | ●    | ●    | ●    | ●    |      |      |      |      |        |      | |
| 201・202号             | 1        | 1        | ●    | △    | －   | ●    | △    | ●    | ●    | ●    | △    | ●    | ●    | ●      | －   | ●    | ●    | ●    |        |      |      |      |      |      |      |      |      |      |        |      | |

- 日中は折尾駅・黒崎駅・小倉駅・行橋駅・中津駅・別府駅の6駅のみに停車する速達タイプの列車と、先述の6駅に加えて香椎駅・赤間駅・戸畑駅・宇島駅・柳ケ浦駅・宇佐駅・杵築駅に停車する列車が毎時1本ずつ運行されている（一部は亀川駅にも停車）。さらに、早朝・夜間の一部列車が吉塚駅・福間駅・東郷駅・八幡駅・朽網駅・下曽根駅のいずれかにも停車する。
- また、上記以外に一部列車がスペースワールド駅（土休日）・築城駅（航空自衛隊築城基地航空祭開催日）・中山香駅（JR九州ウォーキング開催日）に臨時停車することがある。

### 使用車両・編成
大分車両センター所属の883系電車、南福岡車両区所属の885系電車が充当されている。
883系は1995年3月18日の車両新製投入時より運用されており（1995年4月19日までは「にちりん」として運行）、博多駅 - 大分駅間の列車のうち下り18本、上り17本と、大分駅 → 中津駅間、中津駅 → 博多駅間の列車各1本の計18.5往復（下り18本・上り19本）に充当されている。1997年3月22日のダイヤ改正で投入された編成は当初5両編成だったが、2008年7月19日より7両編成に増結され、全編成が7両編成となった。後述の「白いソニック」と異なり時刻表には明記されていないが、駅の案内表示では「青いソニック」と表記される。
885系は博多駅 - 大分駅間の列車のうち下り11本、上り12本と、博多駅 - 佐伯駅間の列車1往復、博多駅 → 中津駅間、中津駅 → 大分駅間の列車各1本の計13.5往復（下り14本・上り13本）に充当されている。883系と同様に2000年3月11日の車両新製投入時より運用されているが、当初は「ソニック」用の車両区分はなく「かもめ」用の6両編成で運行されていた。2001年3月3日のダイヤ改正で「ソニック」用の5両編成が増備されたことで6両「かもめ」編成での運用がなくなり、こちらの5両編成のみで運行されるようになった。2003年3月15日のダイヤ改正で6両編成に増結されると、以降は「かもめ」編成が「ソニック」運用に入るのが常態化し、現在は共通運用となっている。時刻表や駅の案内表示では「『白いソニック』で運転」と表記されている。
かつて「ソニック」は全編成を通して883系の1編成しか予備編成がなく、車両故障や検査、悪天候などにより車両の変更がしばしば起こっていたが、予備編成が十分確保された現在でも883系・885系だけで運行できなくなった際には783系電車・787系電車が運用に入ることがある。その場合、783系5・8両編成、787系4・6・7・8両編成（783系・787系いずれも8両編成は4両編成を2本連結）のいずれかにより運行される。
1997年3月22日から2000年3月10日までは1往復が485系電車で運行されていた。これは、同改正で日豊本線の特急列車の愛称は使用車両に関係なく、大分駅発着列車を「ソニック」、延岡・宮崎方面列車を「にちりん（シーガイア）」に統一されたためであるが、883系が最高時速130kmの振り子車両であるのに対し、485系は最高時速120kmの非振り子車両で走行性能も883系に対して大きく劣るため、博多駅 - 大分駅間の所要時間は約30分長かった。また、時刻表では485系で運行する「ソニック」に「レッドエクスプレスで運転」との注意書きがあった。
2000年3月11日から2001年3月2日までは3往復（うち1往復は佐伯駅発着）に783系電車が充当されていた。「ソニック」と、2000年3月11日ダイヤ改正で787系から783系に車両変更となった「にちりんシーガイア」「ドリームにちりん」との共通運用で、それまで全車南福岡車両区（当時は南福岡運転区）所属だった783系の一部が大分車両センター（当時は大分鉄道事業部の一部門）に転属の上で運用された。783系の「ソニック」運用は2001年3月3日改正で終了し、同時に全車両が南福岡車両区に再転属となった。

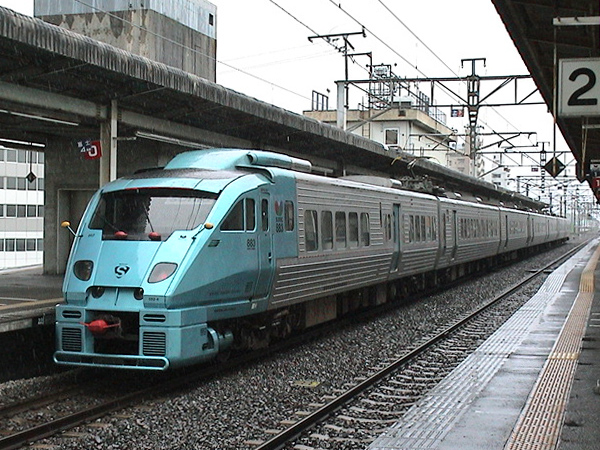
883系「ソニック」（旧塗装、中津駅）
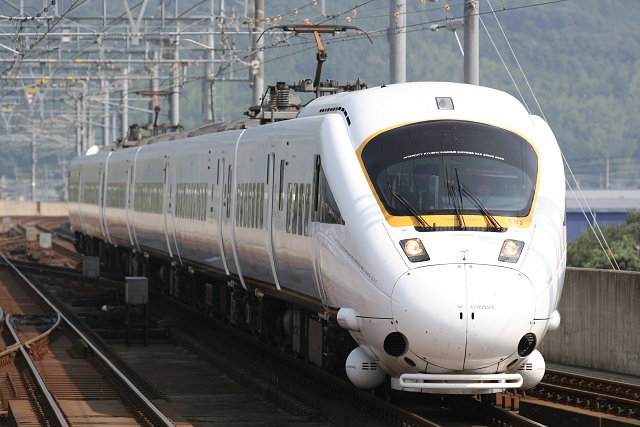
「かもめ」編成で運行された「ソニック」（行橋駅）

### 大分市観光ナレーション
下りソニックのうち、午前10時～午後5時（ソニック5号 - ソニック33号が該当、増発のソニックについては不明。）において「世界の車窓から」のナレーターで知られている石丸謙二郎による「大分市観光ナレーション」が放送されている。この放送は石丸が大分市出身であることから企画されたものであり、石丸による車内放送はこのソニックに収録されているものが唯一である。
2011年3月に放送が開始されて以来、好評を博し、2013年には公募作品および石丸自らによる作品と差し替えられた。139点の公募があり、当時の大分市長・大分市観光協会会長・大分駅長が審査員を、石丸謙二郎と大分市観光大使を務めるHKT48の指原莉乃が特別審査員を務めた。大分市ホームページでは公募作品について公表しているが、石丸謙二郎寄稿作品については「特急ソニックの車内でのみ公開」としている。
以下は2013年に差し替えられた放送の一覧である。なお、放送については「ランダム」に流されるという。
- 「高崎山のサル酒」
- 「坂本龍馬が歩いた道」
- 「西洋文化の香る街 大分」
- 「大分の二度泣き」
- 「大分の方言」
- 「高崎山とうみたまご」
- 「おおいたの宝物」
- 「南蛮文化はじまりの地」
- 「大分の方言　いっすんずり」（特別賞作品・石丸謙二郎寄稿）

「大分市観光ナレーション」とは別に、別府駅到着放送の直前に「湯の街・別府の案内」というテロップ文章が流されている。

## 乗車制度の特例
「ソニック」は実際の運行において西小倉駅を通過し、小倉駅で折り返して再び西小倉駅を通過するため、博多方面と大分方面を行き来する場合、西小倉駅 - 小倉駅間は重複乗車となるが、特例により小倉駅 - 西小倉駅間のキロ数は含めず、西小倉駅折り返し扱いで運賃計算を行う。ただし、小倉駅で途中下車はできない。
また特急料金・グリーン料金についても、同様に西小倉駅 - 小倉駅間のキロ数を含めず、西小倉駅折り返し扱いで計算する。
国鉄時代末期の1987年3月に西小倉駅に鹿児島本線ホームが設置されるまでは、小倉駅 - 西小倉駅間は日豊本線にのみ所属しており、重複乗車とはならなかったため、この特例の適用対象ではなかった。博多駅 - 小倉駅間と小倉駅 - 大分駅間の合計の営業キロは200.1kmだが、特例の適用により博多駅 - 大分駅（小倉駅経由）は博多駅 - 西小倉駅間と西小倉駅 - 大分駅間の合計198.5km扱いと200km以内に収まるようになり、特急券やグリーン券も安く購入できるようになった。

## 沿革

### 民営化後の運行展開
- 1995年（平成7年）4月20日：「にちりん」のうち博多駅 - 大分駅間運行の一部列車において883系電車を使用し、当該列車の名称を「ソニックにちりん」に変更[4]（車両は改正前の3月16日から使用[5]）。
- 1997年（平成9年）
  - 3月22日：「ソニックにちりん」と「にちりん」のうち、博多駅 - 大分駅間の列車を「ソニック」に統一し、所要時間は上り平均2時間7分、下り平均2時間9分に短縮。16往復のうち15往復は883系で運行されたが、始発1号と最終32号の1往復は、485系電車が用いられていた[1]。この列車は、時刻表に「『レッドエクスプレス』で運転」と脚注が付けられており、「ソニック」より30分程度所要時間が長かった[1][注 4][注 5]。この「ソニック」にもヘッドマークは用意されたが、普段は「にちりん」のものが使われていた[6]。
  - 11月29日：ダイヤ改正で上り平均2時間4分、下り平均2時間6分にスピードアップした。
- 1999年（平成11年）3月13日：博多駅 - 大分駅間を最速1時間59分で運行を開始[7]。また通勤・通学需要に対応し中津駅 - 博多駅間のソニック101号・102号を設定[7]。

### 2000年代の動き
- 2000年（平成12年）3月11日：ダイヤ改正により、以下のように変更を行う。
  1. 「にちりん」の削減に伴い、「ソニック」を16往復から22往復に増発。このうち2往復を佐伯駅発着とする。
  2. 一部列車に885系電車（「白いかもめ」用6両編成）および783系電車（ハイパーサルーン）を投入し、前述の485系を用いた運用を終了。

  - このころから下曽根駅など、列車によってこまめな停車も見られるようになる。
- 2001年（平成13年）3月3日：ダイヤ改正により、以下のように変更を行う。
  1. 「にちりん」を小倉駅発着に変更し、「ソニック」22往復から28往復に増発[8]。これにより、時間帯によっては小倉駅 - 大分駅間で特急が1時間に「ソニック」2往復、「にちりん」1往復運転されるようになる。佐伯駅発着列車は3往復に増加。
  2. 「ソニック」用に新造された885系電車（5両編成）が運用開始[4]。「白いソニック」の愛称が与えられる[8]。これに伴い783系は撤退。
  3. この改正で一部が小倉駅発着になった「有明」[8]と合わせて、博多駅 - 小倉駅間で特急の1時間3往復運転を開始[4]。
- 2002年（平成14年）3月23日：中津駅発着列車を大分駅発着に延長。ただし、中津駅 - 大分駅間は臨時列車扱い。この時点では号数は100番台のまま。
- 2003年（平成15年）3月15日：この時のダイヤ改正により、以下のように変更を行う。
  1. 「にちりん」は一部を除いて別府駅発着になり、「ソニック」は別府駅・大分駅で「にちりん」と接続するようになった。これに伴い、「ソニック」と「にちりん」において特急料金の通算を設定[9]。また、佐伯駅発着列車は2往復に見直され、車両も885系のみとなった。
  2. 「白いソニック」は6両編成となって[10]「白いかもめ」と両数が同じになったことから、「ソニック」への「白いかもめ」の充当が再び見られるようになる（逆に「白いソニック」を「かもめ」に充当する場合もあった。これは博多駅 - 大分駅間を小倉駅経由で約200kmあるのに対し、博多駅 - 長崎駅間が160km程度であるため、整備の都合上走行距離を合わせる目的で行われる）。後に2011年よりかもめ・ソニック編成ともに青帯となり、2012年までにフロントエンブレムなどを除き、全編成が青帯に統一されている。
  3. 101･102号は中津駅 - 大分駅間を定期列車に格上げし、号数も57・2号となる。
- 2004年（平成16年）
  - 3月13日：中津駅発着列車が復活。号数は以前と同じく100番台。
  - 4月：大分駅 - 佐伯駅間での車内販売を中止。
- 2005年（平成17年）
  - 3月1日：中津駅発着列車を2往復に増発。
  - 10月1日：途中駅の停車時間を最短で30秒としたため、博多駅 - 大分駅間の最速列車の所要時間は上りは2時間0分、下りは2時間1分となった。
- 2007年（平成19年）3月18日：中津駅発着列車を柳ケ浦駅発着に延長。全車禁煙化。
- 2008年（平成20年）
  - 3月15日：ダイヤ改正により以下のように変更を行う。
    1. 柳ケ浦駅発着列車のうち1往復を大分駅発着に延長（従来の101・104号が該当。この2本は55・2号となり、従来の55・57号、2 - 58号は号数に2ずつ加算、103号は101号に変更）。
    2. 1往復だけ小倉駅に乗り入れていた「にちりん」の小倉駅 - 大分駅間を「ソニック」として系統分離。下りは201号の号数を与え、上りは博多行きに延長の上62号とする。

  - 7月19日：883系電車をリニューアルした上で全列車7両編成化。これに伴い、佐伯駅発着列車への883系充当が復活。
  - 9月26日：チャレンジ!おおいた国体開催に合わせて787系による臨時列車「おおいた国体号」を博多駅・小倉駅 → 大分駅間で運行。
- 2009年（平成21年）
  - 3月14日：佐伯駅発着列車の停車駅に大在駅を追加。
  - 7月1日：この日を最後にエル特急指定が解除される。

### 2010年代の動き
- 2010年（平成22年）8月6日 - 9月28日：8月28日・29日に大分銀行ドームで開催されるEXILEのコンサート『EXILE LIVE TOUR 2010 "FANTASY"[D]』PRのため、EXILEのメンバーを描いた883系7両編成のラッピングトレインを運転[11]。
- 2011年（平成23年）
  - 1月15日・16日：同日に福岡Yahoo! JAPANドームで開催された嵐のコンサート『ARASHI 10-11 TOUR "Scene" 〜君と僕の見ている風景〜』の観客輸送用として設定された臨時列車「ソニック91号」（博多駅 - 大分駅間）に充当予定だった883系に車両トラブルが発生したため、急遽485系「KIRISHIMA & HYUGA + RED EXPRESS」の8両編成（Do-31編成・Do-3編成）で運行される[12]。485系が「ソニック」として運用されるのは10年10か月ぶり。
  - 3月12日：ダイヤ改正により、次のように変更。
    1. 「ドリームにちりん」の廃止に伴い、博多発22時台大分行きと柳ケ浦発4時台博多行きの列車を「ソニック」に編入。従来の柳ケ浦発を大分発（4時台）に延長[13]。
    2. 大分駅発着「にちりん」との直通運行により、下り小倉発の1本が「にちりん」として、上り1本が「にちりんシーガイア」として運行されるようになり、2年ぶりに全列車が博多駅発着となる。
    3. 車内放送「大分市観光ナレーション」放送開始。
- 2013年（平成25年）2月8日：「大分市観光ナレーション」公募作品が放送開始される[3]。
- 2014年（平成26年）3月15日：ダイヤ改正により、小倉駅→博多駅間で3号車を自由席とする（102号、及び平日の2・4・6号を除く）。
- 2015年（平成27年）3月14日：車内販売を廃止[14]。
- 2017年（平成29年）
  - 9月17日：平成29年台風18号による臼杵駅 - 延岡駅間不通のため、「ソニック」の大分駅 - 佐伯駅間運休[15]。
  - 12月18日：臼杵駅 - 佐伯駅間運転再開のため、「ソニック」の大分駅 - 佐伯駅間の運転を再開。
- 2018年（平成30年）
  - 3月17日：ダイヤ改正を実施[16]。
    1. 大分駅発着の1往復（2・61号）を中津駅発着に短縮。号数は201・202号とする。
    2. 柳ヶ浦駅発着の1往復（101・102号）を小倉駅発着に短縮の上で「きらめき」に編入。
    3. 大分駅 - 中津駅間の「にちりん」101・102号の使用車両を787系から883系へ変更し、これを「ソニック」に編入。号数は101・102号のまま変化なし（従来の「ソニック」101・102号は運転区間短縮の上で上述の通り「きらめき」に編入）。
    4. ソニックの佐伯駅発着のうち1往復（当時の16・51号）を大分駅発着に短縮。883系の大分駅以南での運用がなくなる。旧16号の補完列車として、佐伯駅→大分駅間に「にちりん」102号を設定。
- 2019年（平成31年・令和元年）
  - 3月16日：ダイヤ改正により、2号が小倉駅で東海道・山陽新幹線のぞみ4号に乗換えできるように大分駅発車時刻を3分繰り上げ。
  - 7月中旬：佐伯駅発着列車への883系が885系の代走として運行される。

### 2020年代の動き
- 2020年（令和2年）
  - 3月16日・3月20日 - 5月10日：新型コロナウイルス感染症による利用客減少・感染予防に伴い、「ソニック」385本以上の減便を実施[17][18][19][注 6]。
    - 速達型の「ソニック」4往復8本（25・26・29・30・33・34・37・38号）の運転を取りやめ。
    - 期間中の臨時列車の運転を取りやめ。
    - 5月2日 - 5月6日：新型コロナウイルス感染症対策として、JR九州管内の特急列車全便運休の方針により、期間中の「ソニック」を全便運休[20][21]。

  - 11月1日 - 当面の間：新型コロナウイルス感染症による利用客減少に伴い、昼間の速達型を中心に「ソニック」5往復10本を運休予定[22]。
- 2021年（令和3年） 
  - 3月13日：ダイヤ改正[23][24]。
    - 速達型の「ソニック」6往復（9・13・17・21・25・29・26・30・34・38・42・46号）を臨時列車に格下げ。同時に29・46号と同時刻で運転する臨時列車1往復（81・80号）を毎日運転、実質的には5往復の減便となった。
    - 201号の出発を約30分繰り上げ。
    - 一部列車で充当形式の変更を実施。従来に比べ883系は減少、885系は増加。

  - 4月29日-5月5日（予定）：運休している5往復をこの期間に限って臨時運転。号数は欠番となっているものではなく、出発の早い順に70-79号が与えられる。

- 2022年（令和4年）
  - 4月1日：特急料金の改定。同時に、博多 - 行橋の区間内での乗車に際して、自由席特急券の車内発売料金を事前購入より200円割増とする[25]。
  - 7月27日：乗務員への新型コロナウイルス感染拡大により、臨時便5往復（70・71・72・73・74・75・76・77・78・79号）を8月5日まで運休[26]。
  - 9月23日：ダイヤ改正で81・80号を29・46号として、再度定期列車化。その他一部列車で停車駅の見直しを実施[27]。
- 2023年（令和5年）
  - 3月18日：ダイヤ改正。7・11・15・19・23・28・32・36・40・45・49号が赤間駅に停車するようになる。これにより赤間駅に終日毎時上下とも1本が停車するほか、18時以降の博多駅発列車が全て停車するようになる。
  - 7月1日：ダイヤ修正。1・3・44・48号が福間駅に停車するようになる[28]。
- 2024年（令和6年）
  - 3月16日：ダイヤ改正。毎日運転ながら臨時列車扱いが続いていたソニック5往復（9・13・17・21・25・26・30・34・38・42号）が定期列車に戻される[29]。
- 2025年（令和7年）
  - 3月15日：ダイヤ改正。
    - 46号が赤間駅・福間駅・香椎駅に停車するようになる。
    - 5・22・27・44・49・202号を885系から883系に、16・21・38・43・101号を883系から885系に変更し、夕方の44・49号の混雑緩和を図る。中津駅発着列車は下りが2本とも885系、上りが2本とも883系となる。

  - 4月1日：別府駅・大分駅で「にちりん」に乗り継ぐ際の特急料金通算特例を廃止[30]。北九州空港へのアクセス利便性向上のため、1・6・8・16・31・37・42・43・48号が朽網駅に停車するようになる[31]。